# Garumna lepida
Garumna lepida är en insektsart som beskrevs av Melichar 1914. Garumna lepida ingår i släktet Garumna och familjen Tropiduchidae. Inga underarter finns listade i Catalogue of Life.